# 第一観光バス (福岡県)
第一観光バス株式会社（だいいちかんこうバス）は、福岡県那珂川市に本社を置く第一交通産業グループのバス事業者である。本社のある福岡県のほか、山口県・島根県にも営業所を置く。
2000年にバス事業が規制緩和された翌年の2001年に会社設立された。主力事業である貸切バス事業のほか、福岡県北九州市のコミュニティ交通「おでかけ交通」の運行も行っている。
日本バス協会傘下の福岡県バス協会会員（貸切バス事業者安全性評価認定制度一ツ星）。また、一般社団法人福岡県貸切バス協会・福岡県観光バス事業協同組合の加盟事業者である。

## 事業所
- 本社（福岡営業所）[1][3]
  - 福岡県那珂川市今光6丁目71
- 北九州営業所[1][3]
  - 福岡県北九州市若松区くきのうみ中央7-23
- 山口営業所[1][3]
  - 山口県光市光井瀬戸538－33
- 島根（益田）営業所[1][3]
  - 島根県益田市あけぼの西町5－7

## 乗合バス事業
北九州市のコミュニティ交通「おでかけ交通」の木屋瀬・楠橋・星ヶ丘地区での運行を担当し、愛称「ふれあいバス」を運行している。北九州営業所が担当する。

## 車両
貸切車は、大型・中型・小型車ともに日野自動車製と三菱ふそう製で揃えており、マイクロバスは日野・リエッセIIとトヨタ・コースターをともに導入している。
乗合車は、北九州営業所に「お出かけ交通」専用のワンボックスカーとしてトヨタ・ハイエースが在籍する。北九州市では「ジャンボタクシー車両」と称している。